# Stadion (musikgrupp)
Stadion var en musikgrupp som bildades ur bandet Hjärnstorm. De formades 1981 under namnet Stadion Der Jugend men bytte 1982 namn till Stadion efter att de fick skivkontrakt med Mistlur Records. Gruppen bestod då av Nils Fagerberg, Anders Jogstam, Bengt Lilja, Bosse Löthén och Sebastian Öberg.